# Mazocruz
Mazocruz es capital del distrito de Santa Rosa en la provincia de El Collao, departamento de Puno; en el Altiplano peruano.

## Geografía

### Localización
Está situado al Suroeste de la Provincia de Chuchito, entre los 16°44′40″ latitud sur y los 69°42′50″ longitud oeste de Greenwich, a 4500 m s. n. m.

### Límites
Limita con los siguientes distritos: Con los distritos de Acora y Juli por el Norte, con el Departamento de Tacna, Provincia de Tarata y Distrito de Ticaco Susapaya por el Sur, con los distritos de Huacullani y Pisacoma de la Provincia de Chuchito por el Este y con las Provincias de Tarata y Acora por el Oeste.
Mazocruz se ubica en la provincia del Collao, a 4 100 metros sobre el nivel del mar y pese a no ser el centro poblado ubicado a mayor altitud, es uno de los más fríos del Perú.
Mazocruz frecuentemente es registrado como un lugar con temperaturas bajas al estar situado en la pampa y carecer de árboles o cobertizo arbóreo, además de un habitual dominio de los fríos vientos del Oeste, hechos a los que se suman cielos despejados.

### Distancias
La distancia, partiendo desde Mazocruz, hacia la capital es de 75 kilómetros, hacia la capital del Departamento 115 kilómetros y a la capital de la República 1.424 kilómetros.

## Clima
Mazocruz es una zona de altiplanicie influenciada por los vientos del sur, cuyas características son un clima frío y seco con nevadas ocasionales que pueden presentarse en cualquier época del año. La temperatura media anual en Mazo Cruz se encuentra a 7.4 °C. La precipitación es de 532 mm al año. El 27 de junio de 1973 se calculó en Mazocruz -27.8° bajo cero, la temperatura más baja de la región Puno.
| Parámetros climáticos promedio de Mazocruz | Parámetros climáticos promedio de Mazocruz | Parámetros climáticos promedio de Mazocruz | Parámetros climáticos promedio de Mazocruz | Parámetros climáticos promedio de Mazocruz | Parámetros climáticos promedio de Mazocruz | Parámetros climáticos promedio de Mazocruz | Parámetros climáticos promedio de Mazocruz | Parámetros climáticos promedio de Mazocruz | Parámetros climáticos promedio de Mazocruz | Parámetros climáticos promedio de Mazocruz | Parámetros climáticos promedio de Mazocruz | Parámetros climáticos promedio de Mazocruz | Parámetros climáticos promedio de Mazocruz |
| Mes                                        | Ene.                                       | Feb.                                       | Mar.                                       | Abr.                                       | May.                                       | Jun.                                       | Jul.                                       | Ago.                                       | Sep.                                       | Oct.                                       | Nov.                                       | Dic.                                       | Anual                                      |
| ------------------------------------------ | ------------------------------------------ | ------------------------------------------ | ------------------------------------------ | ------------------------------------------ | ------------------------------------------ | ------------------------------------------ | ------------------------------------------ | ------------------------------------------ | ------------------------------------------ | ------------------------------------------ | ------------------------------------------ | ------------------------------------------ | ------------------------------------------ |
| Temp. máx. abs. (°C)                       | 18                                         | 19                                         | 18                                         | 18                                         | 17                                         | 17                                         | 19                                         | 19                                         | 20                                         | 21                                         | 21                                         | 20                                         | 21                                         |
| Temp. máx. media (°C)                      | 15.3                                       | 14.9                                       | 15                                         | 15                                         | 14.1                                       | 13.3                                       | 12.8                                       | 14                                         | 14.8                                       | 16.1                                       | 16.4                                       | 16                                         | 14.8                                       |
| Temp. media (°C)                           | 8.65                                       | 8.65                                       | 7.05                                       | 6                                          | 3.55                                       | 0.3                                        | -0.25                                      | 1.1                                        | 3.4                                        | 6.55                                       | 8.1                                        | 6.7                                        | 5                                          |
| Temp. mín. media (°C)                      | 2                                          | 2.4                                        | -0.9                                       | -3                                         | -7                                         | -12.7                                      | -13.3                                      | -11.8                                      | -8                                         | -3                                         | -0.2                                       | 2.6                                        | -4.4                                       |
| Temp. mín. abs. (°C)                       | -10.4                                      | -12.8                                      | -13.6                                      | -15.8                                      | -19                                        | -27.8                                      | -26                                        | -25                                        | -18.8                                      | -15.6                                      | -14.8                                      | -11                                        | -27.8                                      |
| Precipitación total (mm)                   | 124                                        | 90.4                                       | 80.6                                       | 30                                         | 9.3                                        | 9                                          | 6.2                                        | 21.7                                       | 24                                         | 40.3                                       | 48                                         | 83.7                                       | 567.2                                      |
| Días de precipitaciones (≥ )               | 18                                         | 15                                         | 13                                         | 8                                          | 3                                          | 2                                          | 2                                          | 4                                          | 6                                          | 9                                          | 10                                         | 15                                         | 105                                        |
| Días de nevadas (≥ 1 mm)                   | 2                                          | 2                                          | 0                                          | 0                                          | 0                                          | 1                                          | 1                                          | 3                                          | 1                                          | 0                                          | 0                                          | 1                                          | 11                                         |
| Fuente n.º 1: Senamhi                      |                                            |                                            |                                            |                                            |                                            |                                            |                                            |                                            |                                            |                                            |                                            |                                            |                                            |
| Fuente n.º 2: Climate-data.org             |                                            |                                            |                                            |                                            |                                            |                                            |                                            |                                            |                                            |                                            |                                            |                                            |                                            |

## Demografía

### Idioma
Los habitantes del centro Poblado Mazocruz son bilingües ya que gran parte de la población habla dos lenguas; el castellano y el aimara.